# West Burra
Die schottische Insel West Burra ist die Hauptinsel der Scalloway Islands im Südwestteil der Shetlandinseln. Sie ist mit der Shetland-Hauptinsel Mainland mittels Brücken über die Nachbarinsel Trondra verbunden. Ebenso besteht eine Landverbindung zur Schwesterinsel East Burra.
Das leicht hügelige und fast baumlose West Burra ist zehn Kilometer lang, bis zu zwei Kilometer breit und nimmt eine Fläche von etwa 12 km² ein. Hauptort ist das an der Nordwestküste gelegene Hafenstädtchen Hamnavoe, der drittgrößte Ort der Shetlands. Der zweitwichtigste Ort ist das weiter südlich gelegene gleichnamige West Burra.
Durch die Brückenverbindung mit Mainland konnte die Abwanderung gestoppt werden. In letzter Zeit hat die Inselbevölkerung sogar deutlich zugenommen, da viele neu hinzugezogene Bewohner in Lerwick oder Scalloway auf der jetzt problemlos zu erreichenden Insel Mainland arbeiten. 2011 hatte West Burra mit 776 Einwohnern die vierthöchste Einwohnerzahl aller Shetlandinseln nach Mainland, Whalsay und Yell.
Neben den Pendlern in die Orte der Hauptinsel lebt die Bevölkerung vom Fischfang, dem Bootsbau sowie der zurückgehenden Landwirtschaft. Des Weiteren stehen auf der an archäologischen Denkmälern armen Insel einige Übernachtungsmöglichkeiten zur Verfügung.

## Sehenswürdigkeiten
Kopie des Papil Stone bei der St. Laurence Kirche 

## Weblinks

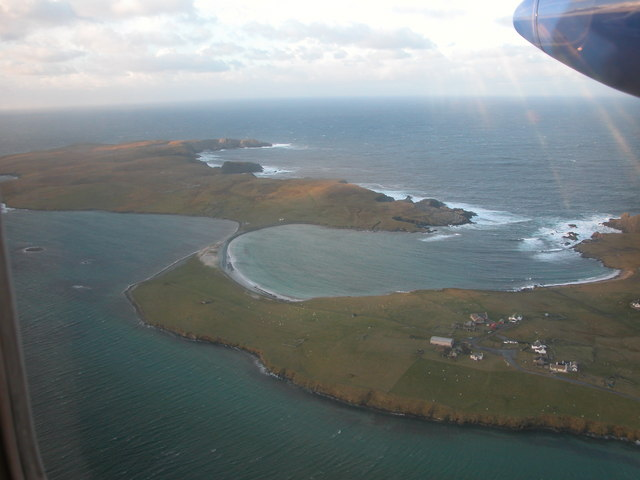
West Burra aus der Luft